# Argentyna na Letnich Igrzyskach Olimpijskich 1992
Argentynę na XXV Letnich Igrzyskach Olimpijskich w Barcelonie reprezentowało 84 sportowców w 17 dyscyplinach. Był to 18 start Argentyńczyków na letnich igrzyskach olimpijskich.

## Zdobyte medale
| Medal | Zawodnik                        | Dyscyplina sportowa | Konkurencja    |
| ----- | ------------------------------- | ------------------- | -------------- |
| Brąz  | Javier Frana Christian Miniussi | Tenis ziemny        | debel mężczyzn |